# Севастопольське товариство білорусів "Пагоня" ім. Максима Богдановича
Севастопольське товариство білорусів «Пагоня» iм. Максима Богдановича  — національно-культурне товариство етнічних білорусів, які проживають у Севастополі. Початок стовренню організації було покладенно у 1994 р. У 1997 р. була зареєстроване в міському управлінні юстиції. Входило до складу Асоціації національно-культурних товариств Севастополя (АНКОС). Носить ім'я видатного поета Максима Богдановича, похованого у Криму.
Демонструє свою опозиційність до влади президента Олександра Лукашенка, та відданість історичній традиції, за якою Білорусь веде свою історію від Великого князівства Литовського.
Беззмінний керівник та ідейних натхненник, його створення- адвокат Валерій Барташ. Протягом свого існування проводило послідовну політику, щодо збереження білоруської мови та культури у Севастополі.
Місце зборів товариства — музей-садиба Валерія Бартоша. Приміщення являє собою домашній музей, де зібрана велика бібліотека з творів білоруських письменників, матеріалів по історії та культурі Білорусі від часів Великого князівства Литовського до наших днів. Окремі кімнати присвячені білорусам — відомим військовим діячам які жили у Севастополі та діяльності товариства.

## Діяльність товариства
За дослідженнями Валерія Барташа, з початку 19 ст. у Севастополь почали приїздити білоруси-офіцери для проходження служби на Чорноморському флоті. Чимала їх кількість брала участь на боці Росії у Кримській війні. У радянський час влада заохочувала еміграцію після звільнення міста у 1944 р. Переселенці з Білорусі доклали чимало зусиль для відбудови зруйнованого Севастополя.
- На честь морського офіцера, білоруса за походження Олександра Казарського, командира легендарного брига «Меркурій», щоліта проводиться пікет, який включає покладання квітів до монументу, встановленому на його честь.
- Щороку 25 березня на площі Нахімова у Севастополі проводиться акція до «Дня волі». Проходить вона під біло-червоно-білим прапором, що заборонений у сучасній Білорусі та під гербом «Пагоня».
- 27 листопада та 12 травня члени товариства відвідують могилу видатного поета Максим Богдановича, який помер і був похований в Ялті в 1917 р..
- 1997 р за ініціативою Валерія Барташа на Графській пристані міста було організовано театралізовану виставу на честь Адама Міцкевича.
- Коштом товариства на згадку про перебування у Балаклаві Адама Міцкевича та на честь 175-річчя першої публікації «Кримських сонетів» в 2001 році в Балаклаві була відкрита меморіальна дошка. Барельєф виконаний на опорній стіні будинку № 23 по вулиці Каліча. Автори: архітектор Ю. Ковальов та художник Є. Дробязін. На сьогоднішній день перебуває у занедбаному стані через атмосферний вплив. Місцева влада не робить нічого для її відновлення[1].
- 2001 р. проведено конференцію «Велико князівство Литовське» — спільна історія східноєвропейських народів.
- Товариство «Пагоня» регулярно проводить пікети на підтримку політичних в'язнів у Білорусі та проти русифікаторської політики президента Олександра Лукашенка[2].
- Щотижня на Севастопольському дротовому радіо проводились програми білоруською мовою присвячені історії, культурі та сучасному життю Білорусі.
- Члени товариства «Пагоня» брали участь у траурних заходах до дня депортації кримських татар, роковин голодомору в Україні 1932—1933 років, пам'яті голови Кримської народної республіки 1918 року Номана Челебеджихана, вшануванні пам'яті українських політичних та військових діячів[3].

## Зв'язок з батьківщиною
- Товариство підтримує зв'язки з товариством білоруської мови ім. Франциска Скорини.
- Двічі товариство «Пагоня» брало участь у світовому конгресі білорусів.
- Митці та політики з Білорусі, які відвідували Севастополь часто ставали гостями у садибі-музеї товариства.